# I Corrupt All Cops
Pour plus de détails, voir Fiche technique et Distribution.
I Corrupt All Cops (金錢帝國, Gam chin dai gwok, litt. « L'Empire de l'argent ») est un film hongkongais écrit et réalisé par Wong Jing et sorti en 2009 à Hong Kong.
Le titre fait référence aux initiales anglaises de la Commission indépendante contre la corruption, I.C.A.C.
Sa suite, Once Upon a Time in Hong Kong, est prévue pour 2021.

## Synopsis
Pendant la période où Hong Kong était sous souveraineté britannique, la corruption et les pots-de-vin étaient monnaie courante. L'inspecteur en chef chinois Lak (Tony Leung Ka-fai) et son équipe, la « Licorne » (Anthony Wong), Gale (Eason Chan) et « Or » (Wong Jing), blanchissent des sommes colossales, faisant de Hong Kong un empire de la corruption. À chaque fois qu'ils n'arrivent pas à appréhender les criminels, la « Licorne » arrête des victimes innocentes, comme Bong (Alex Fong (en)), pour assumer les crimes.
Gale a neuf « épouses », en réalité toutes des maîtresses d'autres agents. Seule Lily (Kate Tsui) lui est réellement fidèle, mais Gale est fasciné par la femme d'un parrain de la drogue, Rose (Liu Yang). Lak a de son côté une liaison avec la maîtresse de la « Licorne » (Natalie Meng Yao) qui bat Lak pour cela et se retrouve rétrogradé à un poste de vigile d'un réservoir.
Au début des années 1970, le gouverneur de Hong Kong décide de nettoyer les forces de police. La Commission indépendante contre la corruption est créée et sa branche opérationnelle est dirigée par Yim (Bowie Lam). Bong et la « Licorne » rejoignent également la Commission. Malgré les menaces de violence et d'intimidation, ils réussissent à abattre cet empire de la corruption.

## Fiche technique
- Titre original : 金錢帝國
- Titre international : I Corrupt All Cops
- Réalisation : Wong Jing
- Scénario : Wong Jing
- Photographie : Keung Kwok Man et Ng King Man
- Montage : Li Kar Wing
- Musique : Raymond Wong
- Production : Cheung Hong Tat, Wong Jing et Zhang Hao
- Société de production : Mega-Vision Pictures (MVP), Sil-Metropole Organisation et Beijing Poly-bona Film Publishing Company
- Société de distribution : Mega-Vision Pictures (MVP)
- Pays d'origine :  Hong Kong
- Langue originale : cantonais
- Format : couleur
- Genre : gangsters, policier
- Durée : 107 minutes
- Dates de sortie :
  -  Hong Kong : 30 avril 2009
  -  Malaisie : 21 mai 2009

## Distribution
- Tony Leung Ka-fai : l’inspecteur en chef Lak Chui
- Anthony Wong : Tang, la « Licorne »
- Eason Chan : Gale Chan
- Bowie Lam : l’inspecteur Yim
- Alex Fong (en) : Bong
- Wong Jing : « Or »
- Kate Tsui : Lily
- Kong Lin (en) : la femme de Lak Chui
- Natalie Meng Yao : la maîtresse de la « Licorne »
- Liu Yang : Rose
- Nina Paw (en) : la mère de Bong
- Timmy Hung (en) : le pâtissier
- Samuel Leung : Fai
- Simon Waikiss : Donald
- Alan Chui : Ng Sik-ho
- Cheung Wing-fat : l'officier à la réunion
- Johnny Cheung : l'officier à la réunion